# 安杰德
安杰德國際有限公司，簡稱安杰德國際，以及安杰德（英語：Ntegrator International Limited，SGX：5HC），在2002年創立。
業務网络基础设施与语音通信系统。總部位於4 Leng Kee Road #06-03/02 SIS Building Singapore 159088。主要地區新加坡、越南等地區。
股份在2005年10月26日於新加坡交易所創業板（凱利板前身）上市。招股價為0.23坡元，發行股數為20,100,000股，集資額為4,623,000坡元。

## 連結
- Ntegrator.com （页面存档备份，存于）